# Rijksweg 20
Der Rijksweg 20 ist eine niederländische Autobahn von Westland, dem größten Gewächshauskulturgebiet der Niederlande, bis nach Gouda. Der Rijksweg beginnt als N213 im Stadtteil Westerlee und führt dann für wenige hundert Meter als Kraftfahrstraße am Stadtteil Maasdijk vorbei. Ab Maassluis beginnt die eigentliche Autobahn. Sie bildet unter anderem den nördlichen Teil des Rotterdamer Autobahnringes. Die Autobahn führt bei Nieuwerkerk über den niedrigsten Punkt der Niederlande. Dieser liegt 6,75 m unter dem Amsterdamer Pegel.

## Bilder

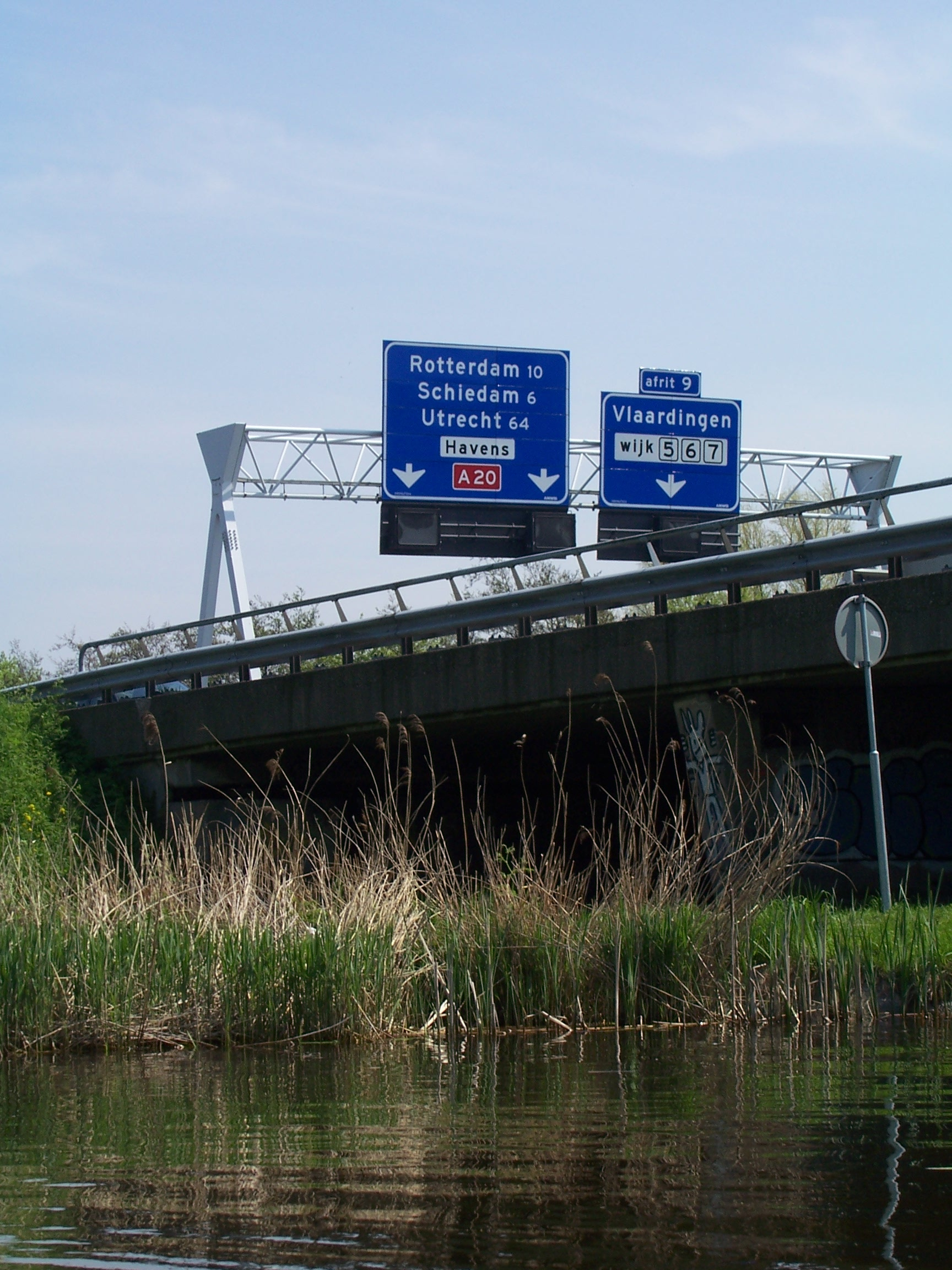
Die A20 bei Vlaardingen
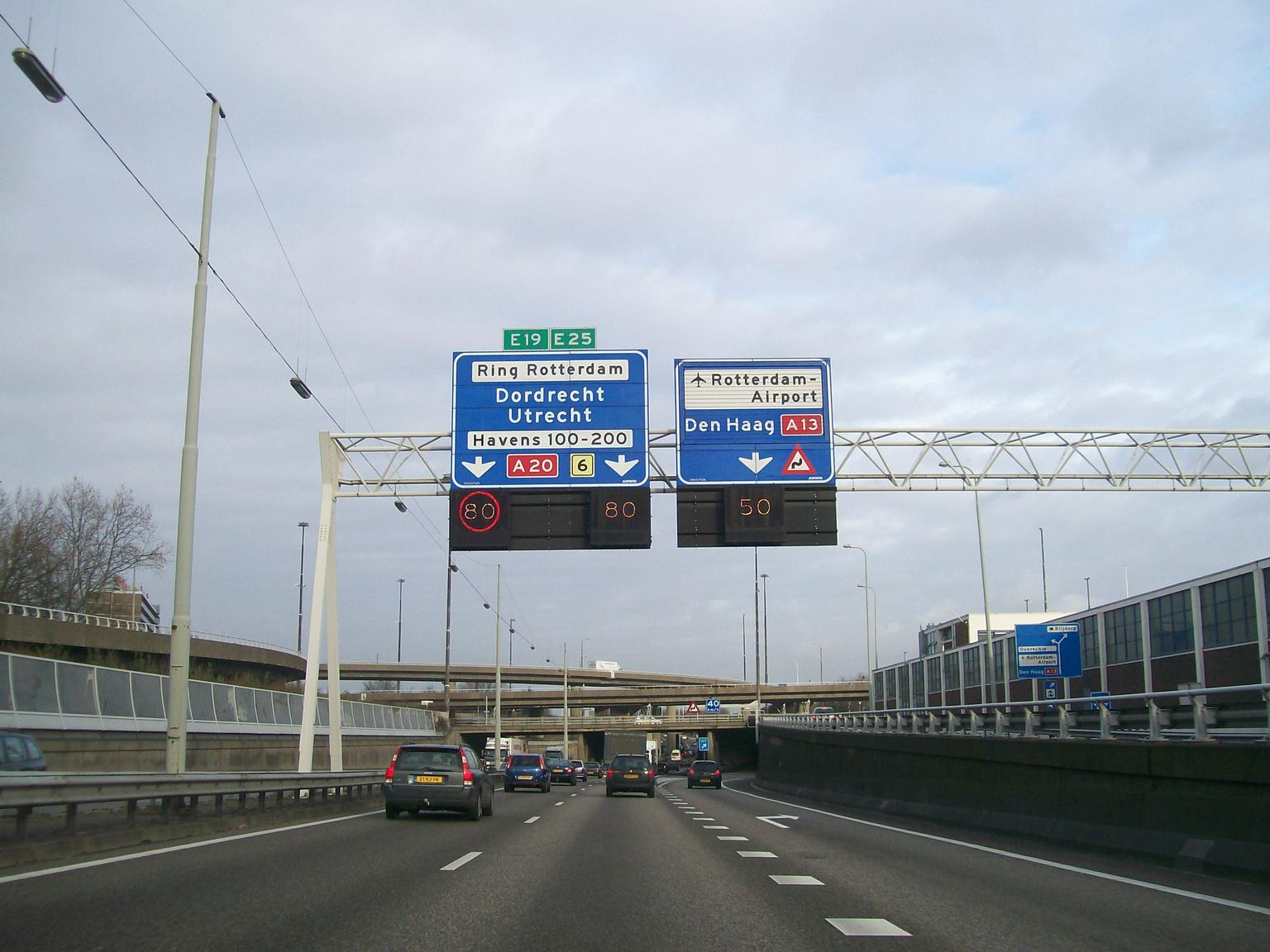
Die A20 am Knooppunt Kleinpolderplein
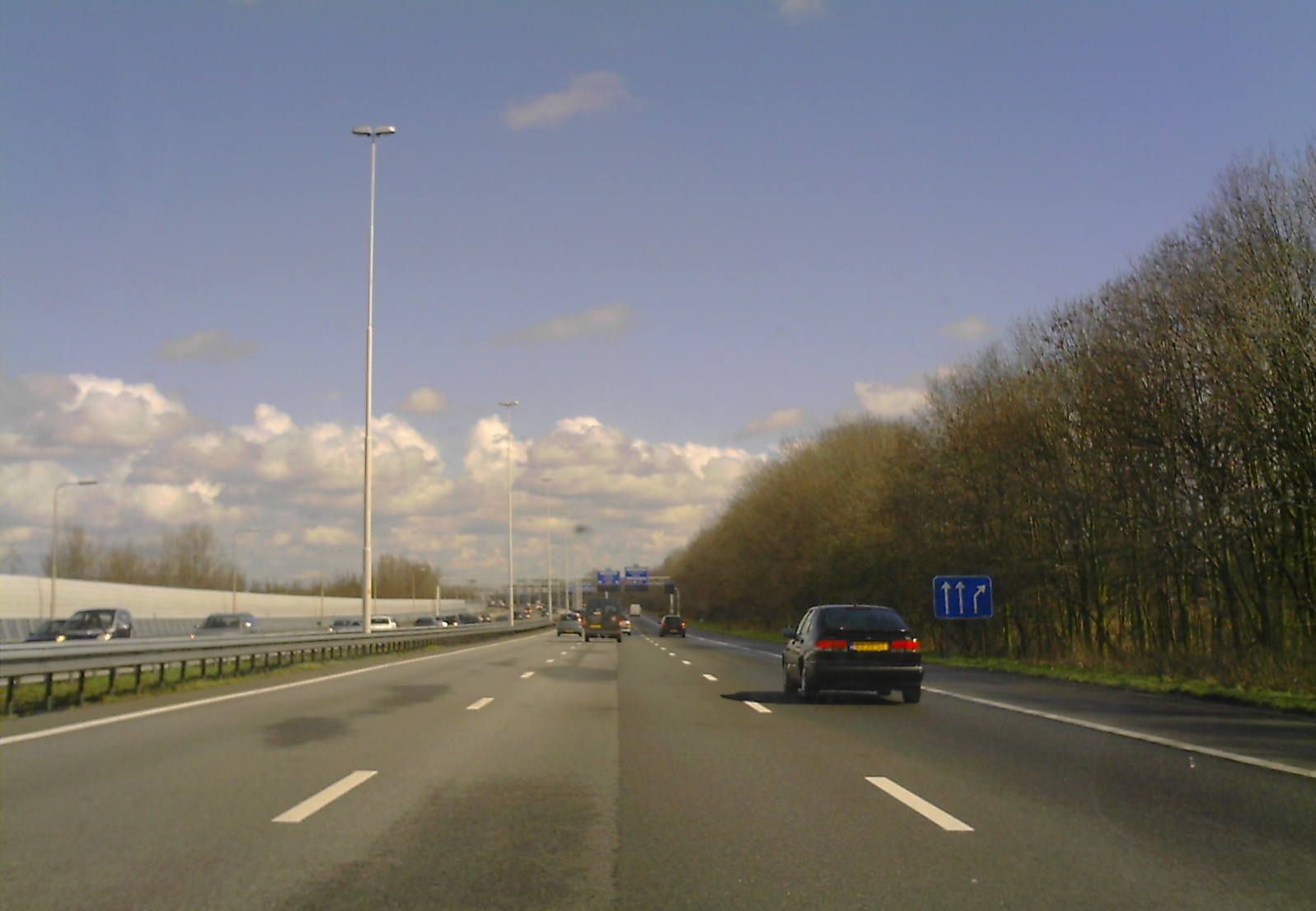
Die A20 am Knooppunt Terbregseplein